# Giuseppe-Verdi-Denkmal (New York City)

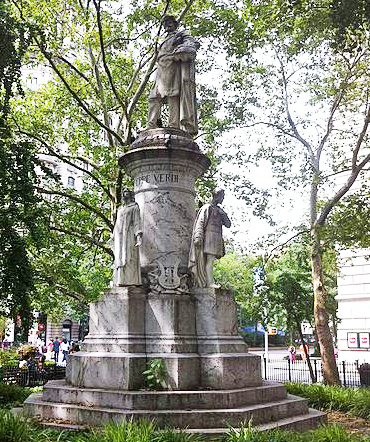
Statue des Giuseppe Verdi im New Yorker Central Park

Das Giuseppe-Verdi-Denkmal ist eine auf einem hohen Sockel stehende Marmorfigur des italienischen Komponisten Giuseppe Verdi. Sie befindet sich im Central Park in New York City in den USA.

## Geschichte
Die Bronzeskulptur wurde von dem sizilianischen Bildhauer Pasquale Civiletti entworfen. Das Verdi-Denkmal wurde am 12. Oktober 1906, dem 414. Jahrestag der Landung von Kolumbus auf dem amerikanischen Kontinent von Carlo Barsotti, dem Gründer der Gesellschaft Il Progreso Italo-Americanod eingeweiht. Über 10.000 Menschen, überwiegend Mitglieder der Italian Society nahmen an der Enthüllung teil, die den Anlass nutzten, um auf die Bedeutung des kulturellen und künstlerischen Erbes der Amerikaner mit italienischen Wurzeln hinzuweisen.
In den 1930er Jahren hatte das Giuseppe-Verdi-Denkmal nach den Einwirkungen von Witterungseinflüssen, Verschmutzung und Vandalismus stark gelitten, sodass eine Restaurierung durchgeführt wurde. Eine weitere Restaurierung fand 1996/1997 statt. Auf Initiative von Carlo Barsotti wurde eine dauerhafte Denkmal-Wartungsgesellschaft gegründet. 1990 wurde das Verdi-Denkmal unter der Nummer 90002223 in das National Register of Historic Places aufgenommen.

## Beschreibung
Die Gesamthöhe des Giuseppe-Verdi-Denkmals beträgt ca. 7,8 Meter, die Skulptur wurde aus weißem Carrara-Marmor hergestellt und steht auf einem Granitsockel. Verdi steht aufrecht und trägt einen offenen Mantel. Der Sockel wird von vier populären Charakteren aus Verdi-Opern flankiert, namentlich die Namensgeber aus Falstaff, Aida und Otello sowie Leonora aus Die Macht des Schicksals.

## Vergleich mit weiteren Verdi-Statuen
Eine weitere Marmorstatue von Verdi steht in Washington, D.C. Überwiegend wurde er mit Skulpturen aus Bronze dargestellt, die den Komponisten in unterschiedlichen Positionen zeigen. Als Standbild wird er außer in New York und Washington auch in Mailand und Bilbao dargestellt. In Mailand ist der Sockel an allen vier Seiten mit Bronzepaneelen, die allegorische Figuren im Jugendstil zeigen eingefasst, die im Unterschied zu New York keinen Bezug zu Verdi-Opern haben. Die Darstellungen in Busseto, Triest und Parma zeigen Verdi jeweils als Sitzbild.

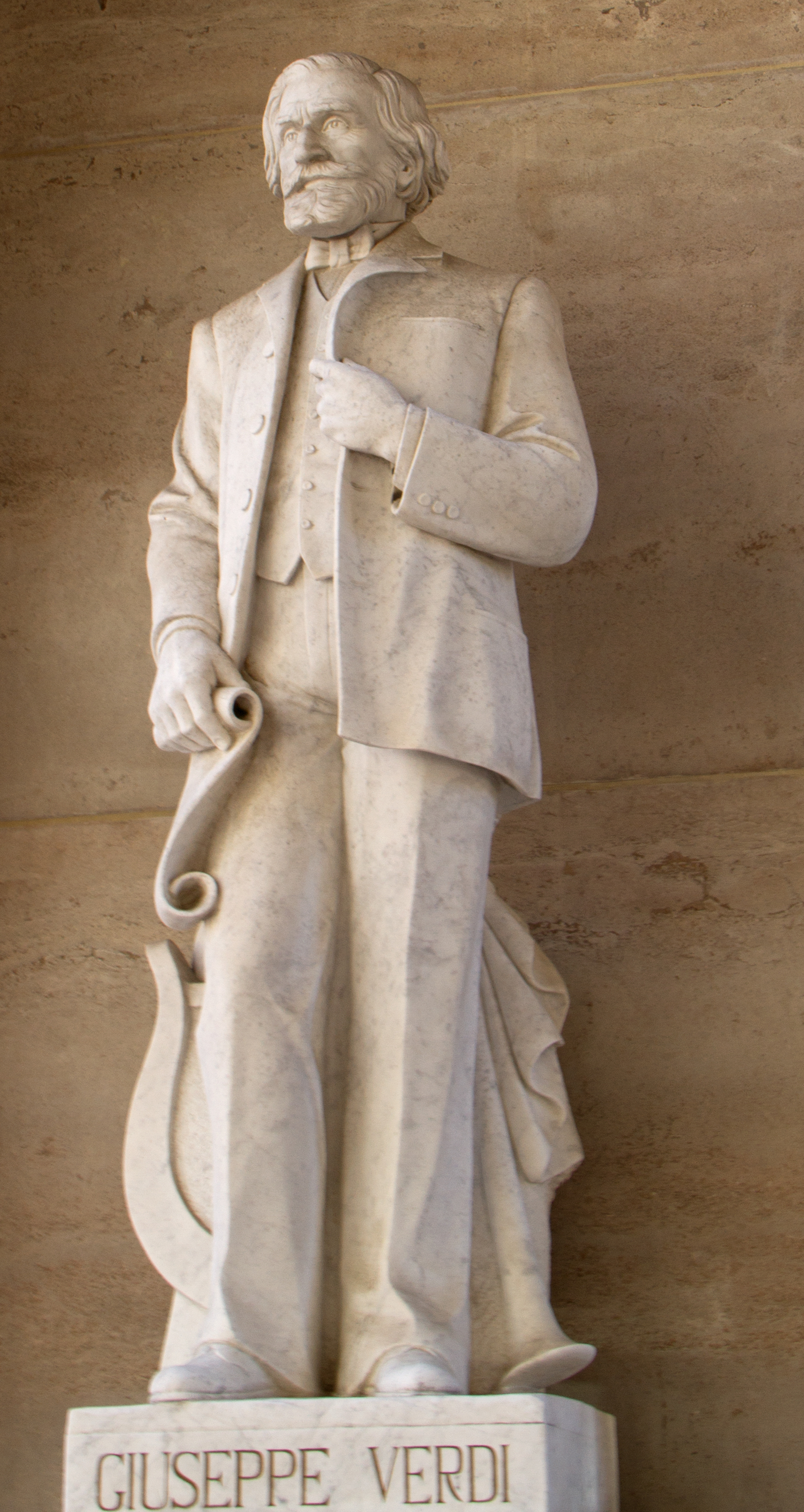
Washington, D.C.
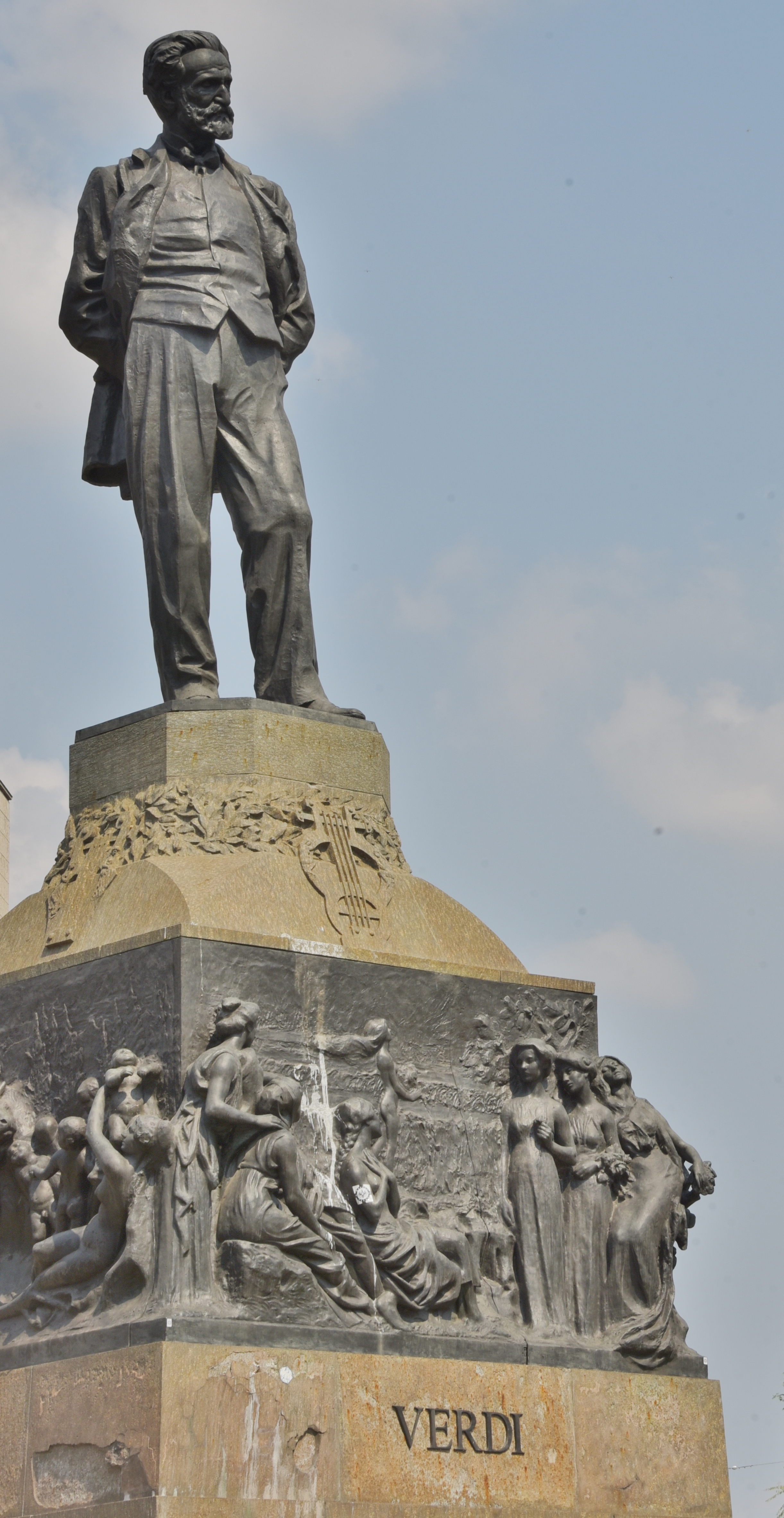
Mailand
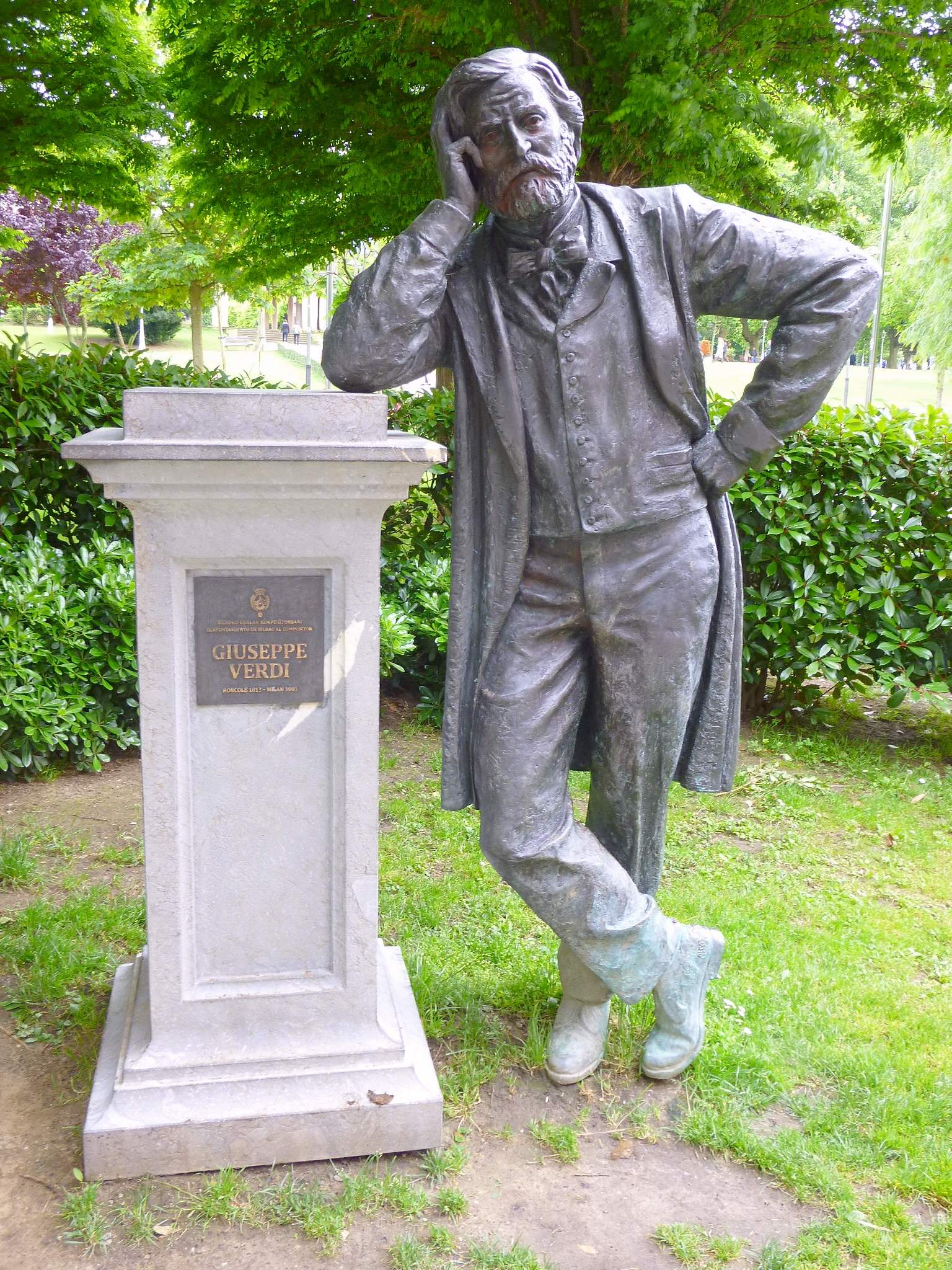
Bilbao
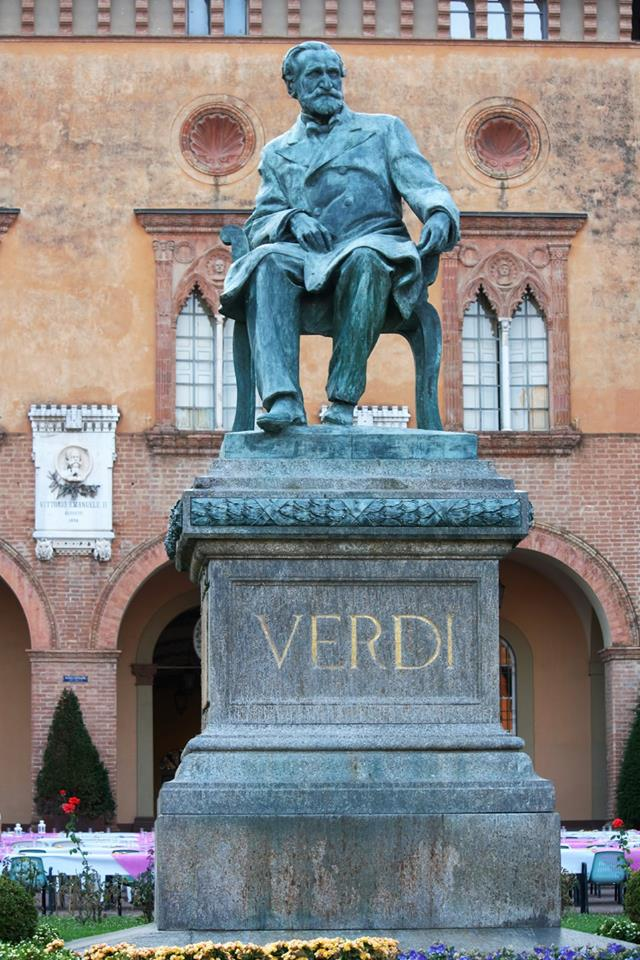
Busseto
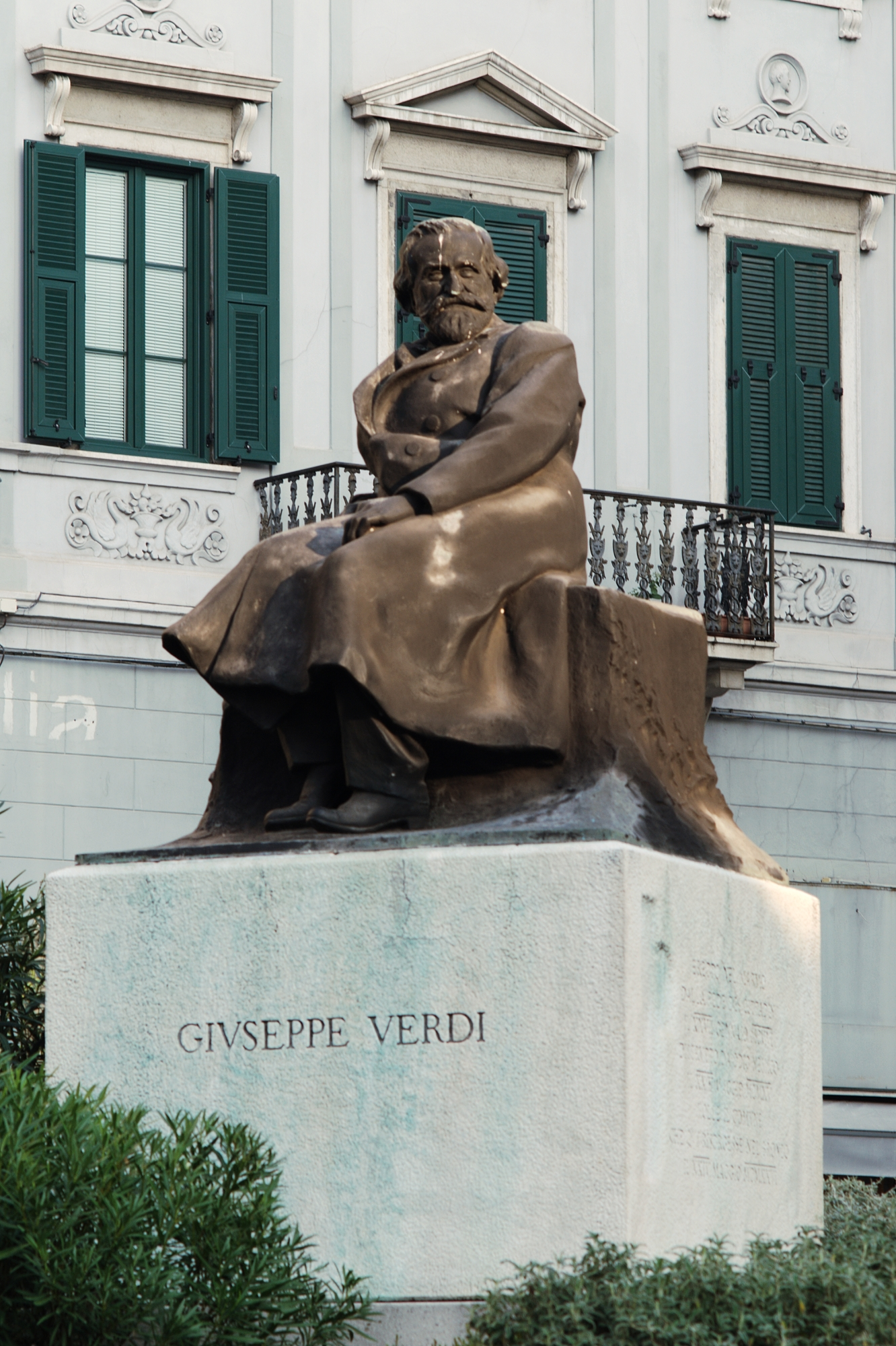
Triest
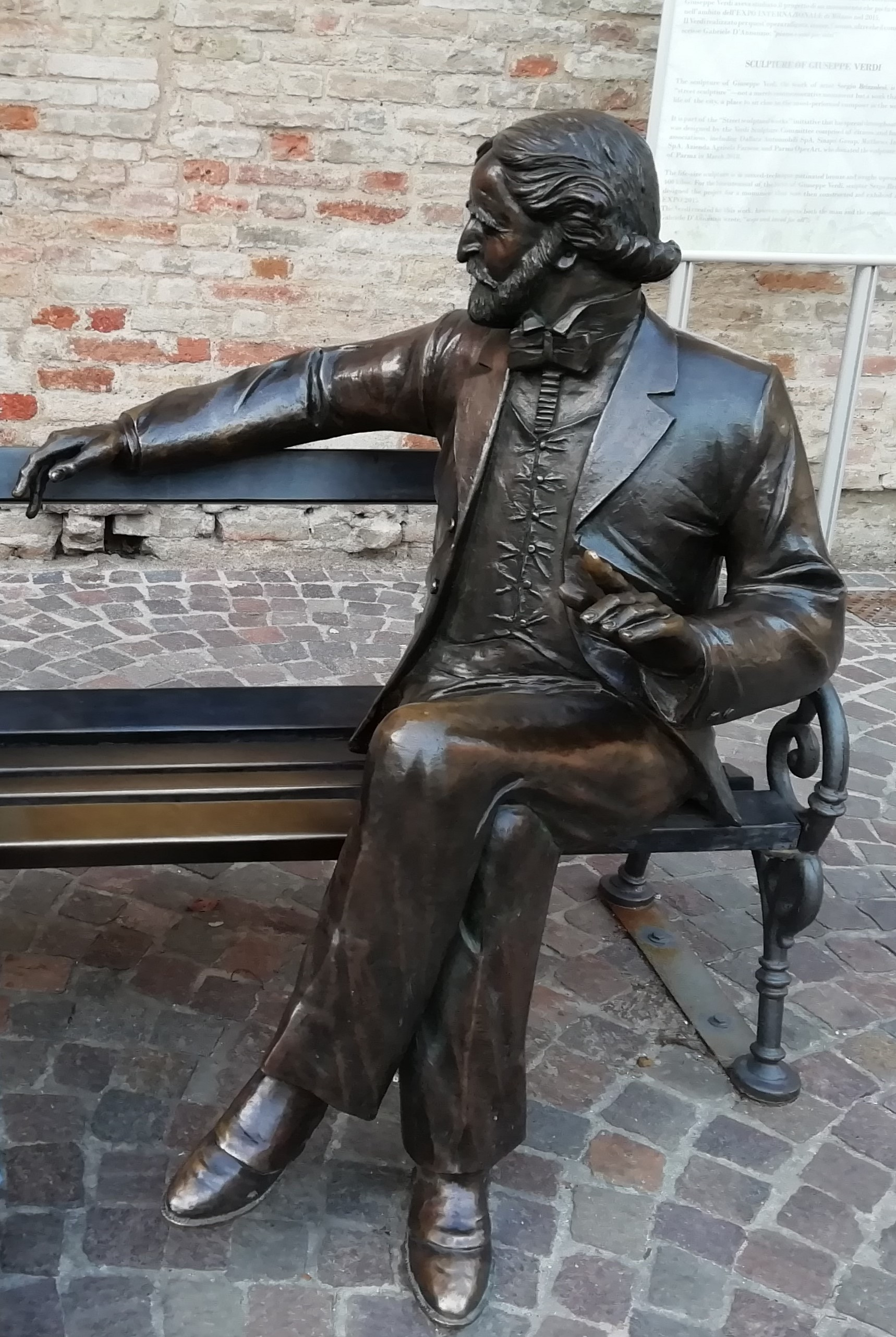
Parma